# Szklarka błyszcząca
Szklarka błyszcząca (Oxychilus cellarius) – gatunek ślimaka trzonkoocznego z rodziny Oxychilidae, dawniej zaliczany do szklarkowatych (Zonitidae s. l.).

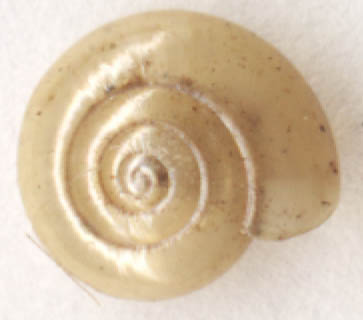
Muszla

Jest to ślimak z charakterystyczną dla szklarkowatych gładką i półprzezroczystą muszlą. Średnica muszli w przedziale od 9 do 14 mm, najczęściej w szarawych odcieniach. Skrętka muszli prawie płaska z wąskim dołkiem osiowym oraz owalnym otworem o ostrych brzegach. Ciało ślimaka jest dobrze widoczne poprzez ścianki skorupki i posiada kolor jasnoszary.
Szklarka błyszcząca występuje w zachodniej i środkowej Europie. Na obszarze Polski spotykana jest w zachodniej i południowej części kraju oprócz Beskidów i Bieszczadów. Jest drapieżnikiem, żywi się mniejszymi ślimakami i larwami owadów.
Szklarka błyszcząca podobnie jak szklarka czosnkowa (Oxychilus alliarius) po potarciu wydziela charakterystyczny czosnkowy zapach. Najprawdopodobniej odstrasza w ten sposób napastników.